# Titia Bergsma

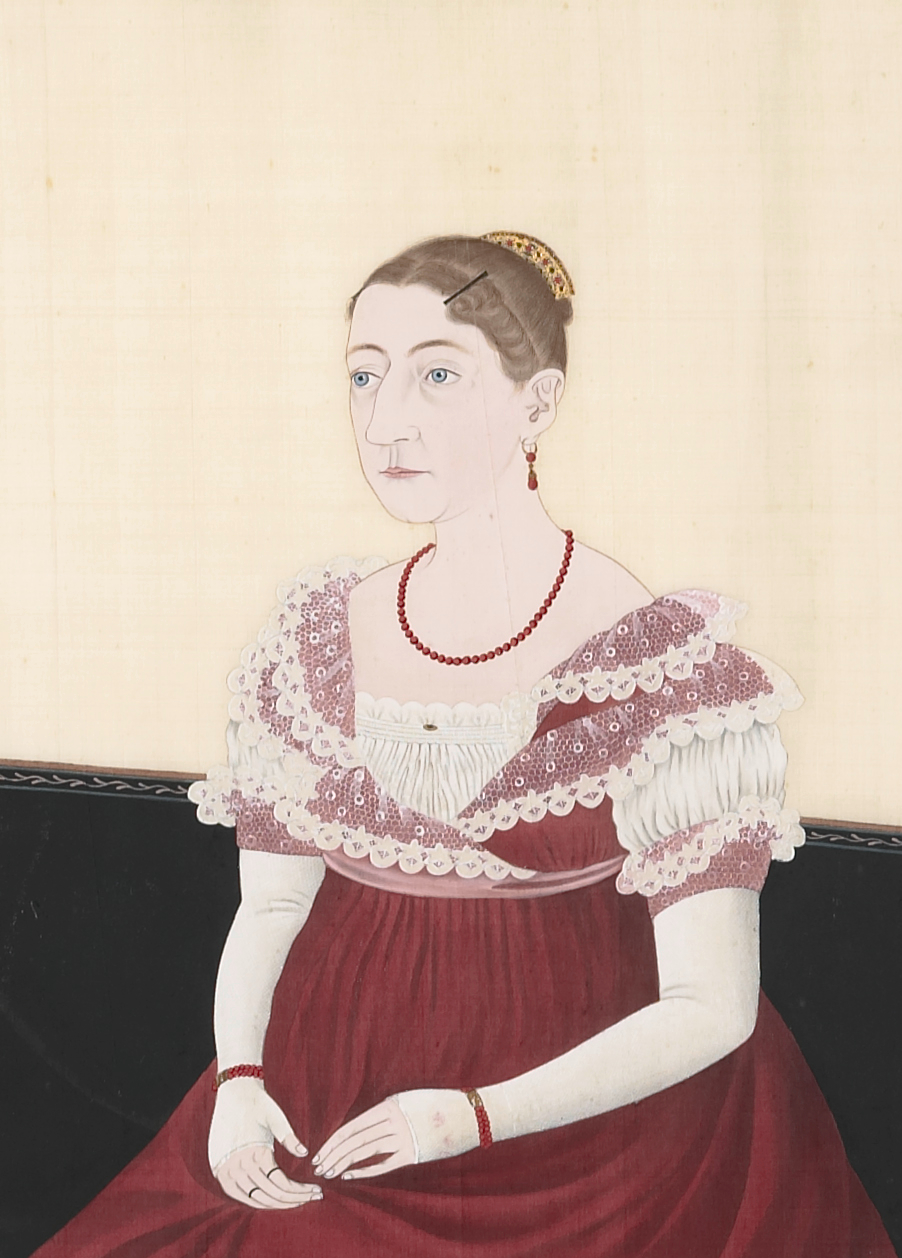
Titia Bergsma

Titia Bergsma (* 13. Februar 1786 in Leeuwarden; † 2. April 1821 in Den Haag) war die erste westliche Frau, die einige Zeit in Japan lebte und dort sehr oft von japanischen Künstlern gemalt wurde.

## Leben

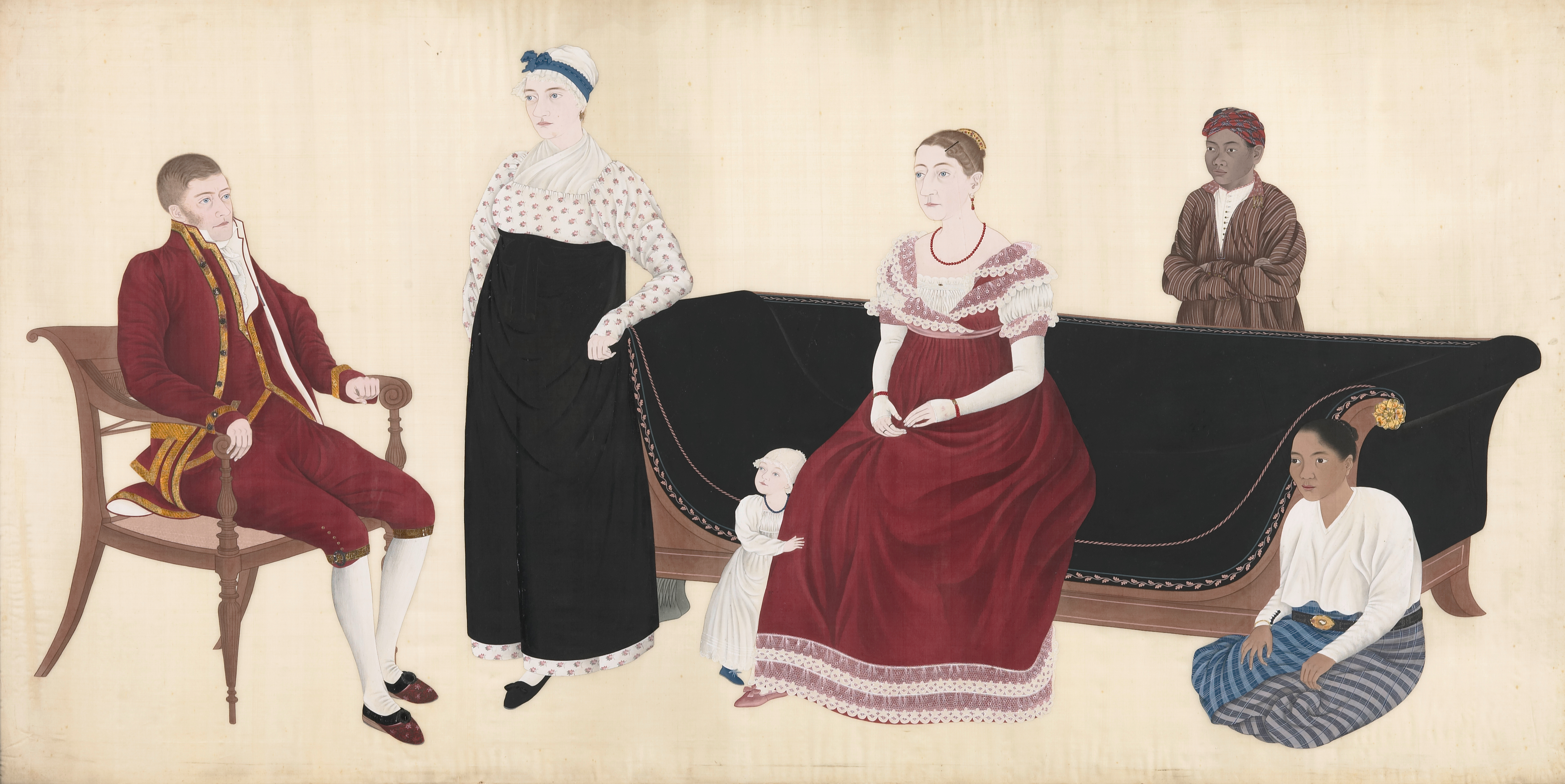
Jan Blomhoff, Titia Bergsma mit Sohn Johannes, Petronella Muns sowie zwei weitere indonesische Dienstleute

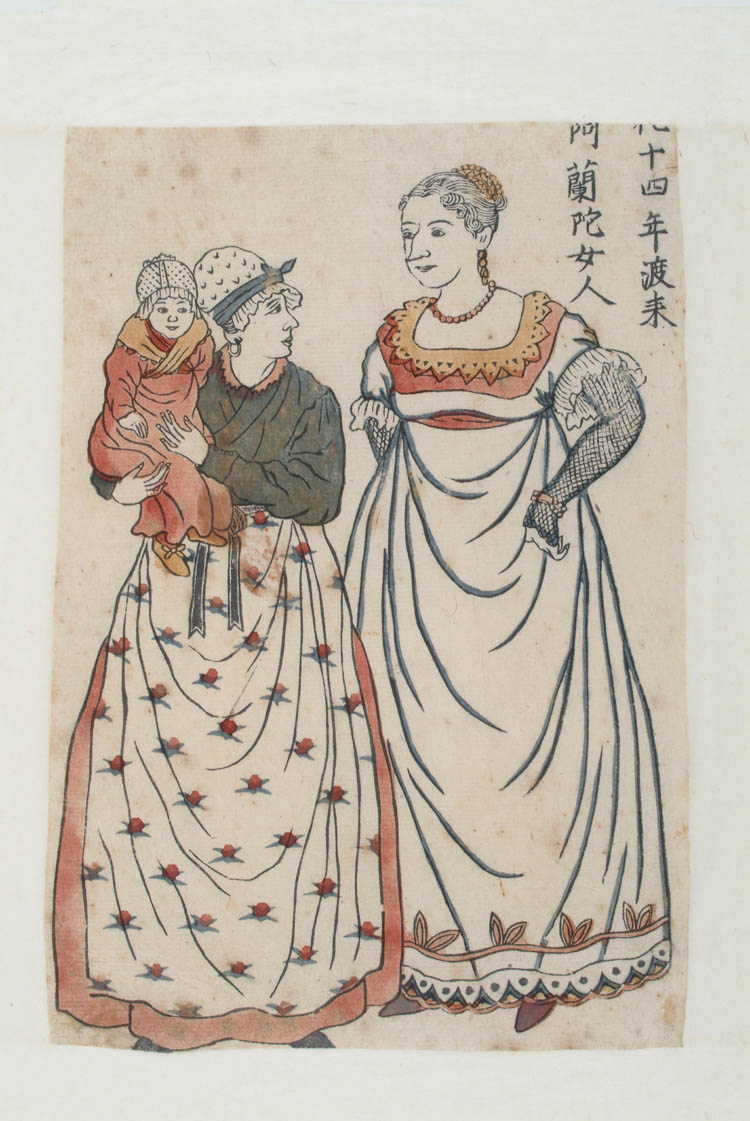
Titia Bergsma und Petronella Muns mit Johannes auf dem Arm

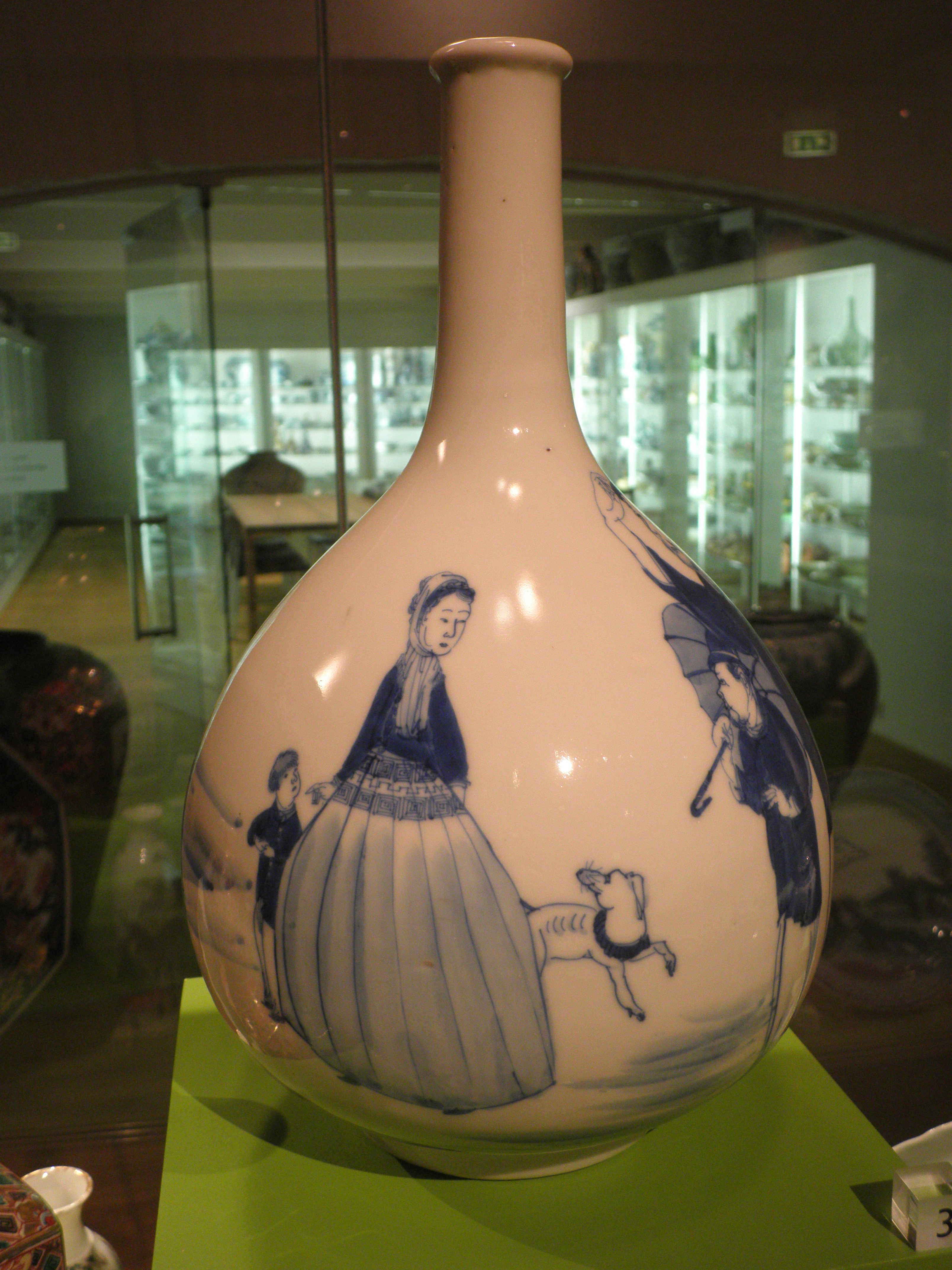
Japanische Vase mit dem Bild von Titia Bergsma und Johannes

Titia Bergsma wurde am 13. Februar 1786 in Leeuwarden als mittlere von drei Töchtern des Rechtsanwalts und späteren Präsidenten des Provinzgerichts Ennius Harmen Bergsma (1755–1828) und Barthina Bouwina Schultz (1755–1829) geboren. Getauft wurde sie in der wallonischen Kirche in Leeuwarden. Sie heiratete am 12. April 1815 in Den Haag Jan Cock Blomhoff (1779–1853), den Leiter der Handelsstation von Dejima. Sie hatten einen Sohn.
Blomhoff hatte bereits 1806 darum gebeten, sie heiraten zu dürfen, jedoch hielten ihre Eltern sie zu dem Zeitpunkt noch für zu jung für eine Ehe. So ging Blomhoff allein in den Osten, zur niederländischen Handelsniederlassung in Dejima, Japan. Mit der yūjo Itohagi, einer Prostituierten, hatte er eine Tochter, die jedoch 1813 an einer Infektion starb. Bis zu dem Zeitpunkt durften die Mutter und das Kind in der Handelsstation leben.
Nachdem Ennius Bergsma eine hohe Stelle am Gericht in Den Haag bekommen hatte, zog die Familie 1811 dorthin. Die älteste Tochter Sytske blieb mit ihrer eigenen Familie in Leeuwarden. Ihre jüngere Schwester Catherine heiratete 1814. Zum Ende des Jahres kehrte Blomhoff in die Niederlande zurück und im April 1815 heirateten sie. Nach der Hochzeit zogen sie nach Dordrecht. Dort arbeitete Blomhoff als Buchhalter in den Armeelagern. Der Sohn Johannes wurde am 6. März 1816 geboren. Zusammen mit der Krankenschwester Petronella Muns reiste die Familie in dem Jahr zurück in den Osten.
Jan Blomhoff wurde zum Leiter der Handelsstation von Dejima ernannt und obwohl keine westlichen Frauen nach Japan einreisen durften, holte er seine Frau, das Kind und die Krankenschwester in die Handelsstation. Sie betraten diese am 16. August 1817. Nach fünf Wochen erließ der Shogun Tokugawa Ienari den Befehl, die Frauen müssten samt dem Kind Dejima verlassen. Sie reisten im Dezember ab und kehrten über Batavia zurück in die Niederlande. Dort starb Titia Bergsma nach mehrjähriger Krankheit am 2. April 1821. Sie sah ihren Mann nie wieder. Beigesetzt wurde sie in der Nieuwe Kerk in Den Haag.
In der kurzen Zeit, die Titia Bergsma in Japan verbrachte, wurde sie von zeitgenössischen japanischen Künstlern oft gemalt und gezeichnet. Es gab mehrere Drucke und Zeichnungen von japanischen Künstlern, auf denen sie, ebenso wie Petronella Muns, dargestellt ist. Auf einigen sind auch ihr Ehemann und ihr Sohn zu sehen. Auf einem spielt sie Klavier.
Die Tourismusbranche in Nagasaki vertreibt bis heute Statuen von Titia Bergsma und andere Objekte, die sie darstellen, und am 14. März 2008 strahlte AVRO den Dokumentarfilm „Verliebt in Titia: eine niederländische Ikone in Japan“ aus.